# تونی بن
آنتونی نیل وجوود "تونی" بن (به انگلیسی: Anthony Neil Wedgwood "Tony" Benn)، نماینده سابق مجلس عوام و از وزیران پیشین دولت های کارگری بریتانیا که بیشتر با نام "تونی بن" شناخته می شد سیاستمدار چپگرای بریتانیایی بود.
از تونی بن به عنوان یکی از تاثیرگذارترین سیاستمداران چپگرای بریتانیا در سده بیستم یاد می‌شود که تقریباً در تمامی دوره فعالیت سیاسی خود از متنفذترین اعضای جناح چپ حزب کارگر بود.

## زندگینامه
تونی بن در ۳ آوریل ۱۹۲۵ در مریلبون در خانواده‌ای از سیاستمداران بریتانیایی متولد شد. پدر بزرگش به پاس فعالیت سیاسی در حزب میانه‌رو لیبرال، لقب نجیب‌زادگی موروثی و پدرش به خاطر فعالیت در حزب چپگرای کارگر لقب اشرافی "ویکنت استانسگیت" (Viscount Stansgate) دریافت کردند.
تونی بن در سال ۱۹۵۰ به نمایندگی مجلس عوام رسید اما با درگذشت پدرش در سال ۱۹۶۰، به عنوان وارث لقب موروثی اشرافی و عضو مجلس اعیان، حق عضویت در مجلس عوام را از دست داد.

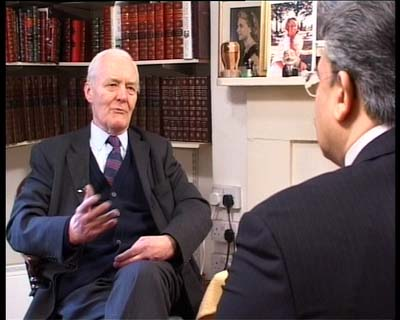
تونی بن در حال مصاحبه با خبرنگار ایرانی علی اکبر عبدالرشیدی

تونی بن به مبارزه برای ایجاد تغییرات قانونی لازم برای رفع این ممنوعیت ادامه داد تا سرانجام در سال ۱۹۶۳، دولت محافظه کار وقت به رهبری آلک داگلاس-هیوم بنا بر ملاحظاتی، قانون صرفنظر کردن از عنوان اشرافی (Peerage Act 1963) را به تصویب رساند. براساس این قانون، وارثان القاب اشرافی می‌توانند خواستار سلب این لقب برای طول زندگی خود شوند هر چند حق دریافت این عنوان همچنان برای وارثان آنان محفوظ باقی می‌ماند.
طی چند دهه بعد، تونی بن در سمت‌هایی مانند رئیس اداره دولتی پست و وزیر صنایع و فناوری در کابینه‌های کارگری حضور داشت.
تونی بن در سال ۲۰۰۱ سرانجام از عضویت در مجلس عوام کناره گرفت و خود را بازنشسته اعلام کرد هر چند کناره گیری از خدمات رسمی مانع از ادامه فعالیت و اظهارنظر سیاسی او از جمله در زمینه‌هایی مانند مخالفت با جنگ عراق و حمایت از حقوق کارگران نشد.
همسر او در سال ۲۰۰۰ میلادی بر اثر بیماری سرطان درگذشت. از تونی بن سه پسر و یک دختر باقی‌مانده که پسر دوم او، هیلاری، از اعضای ارشد حزب کارگر است و در دولت کارگری قبلی عضویت داشت.
روز جمعه، ۱۴ مارس ۲۰۱۴ (۲۳ اسفند)، در سن ۸۸ سالگی در شهر لندن درگذشت.